# Diócesis de Chichester (antigua)
La diócesis de Chichester (en latín: Dioecesis Cicestrensis y en inglés: Diocese of Chichester) fue una circunscripción eclesiástica de la Iglesia católica en el Reino Unido. Se trataba de una diócesis latina, sufragánea de la arquidiócesis de Canterbury. Por el Acta de Supremacía del Parlamento de Inglaterra del 8 de mayo de 1559 fue convertida en la diócesis de Chichester de la Iglesia de Inglaterra.

## Territorio y organización

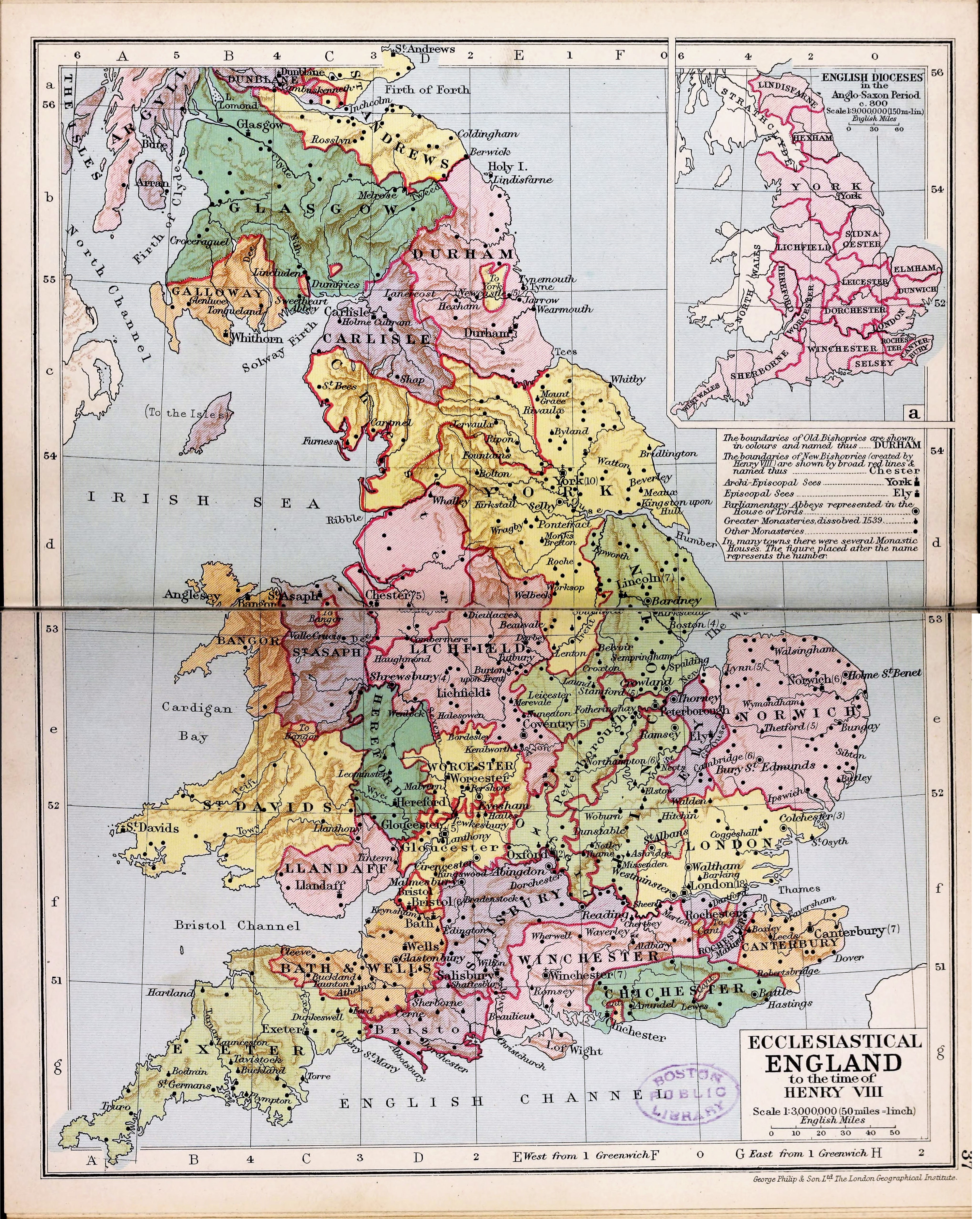
Mapa de las diócesis de Inglaterra

La diócesis extendía su jurisdicción sobre los fieles católicos de rito latino residentes en parte de Inglaterra en el antiguo Reino de Sussex.

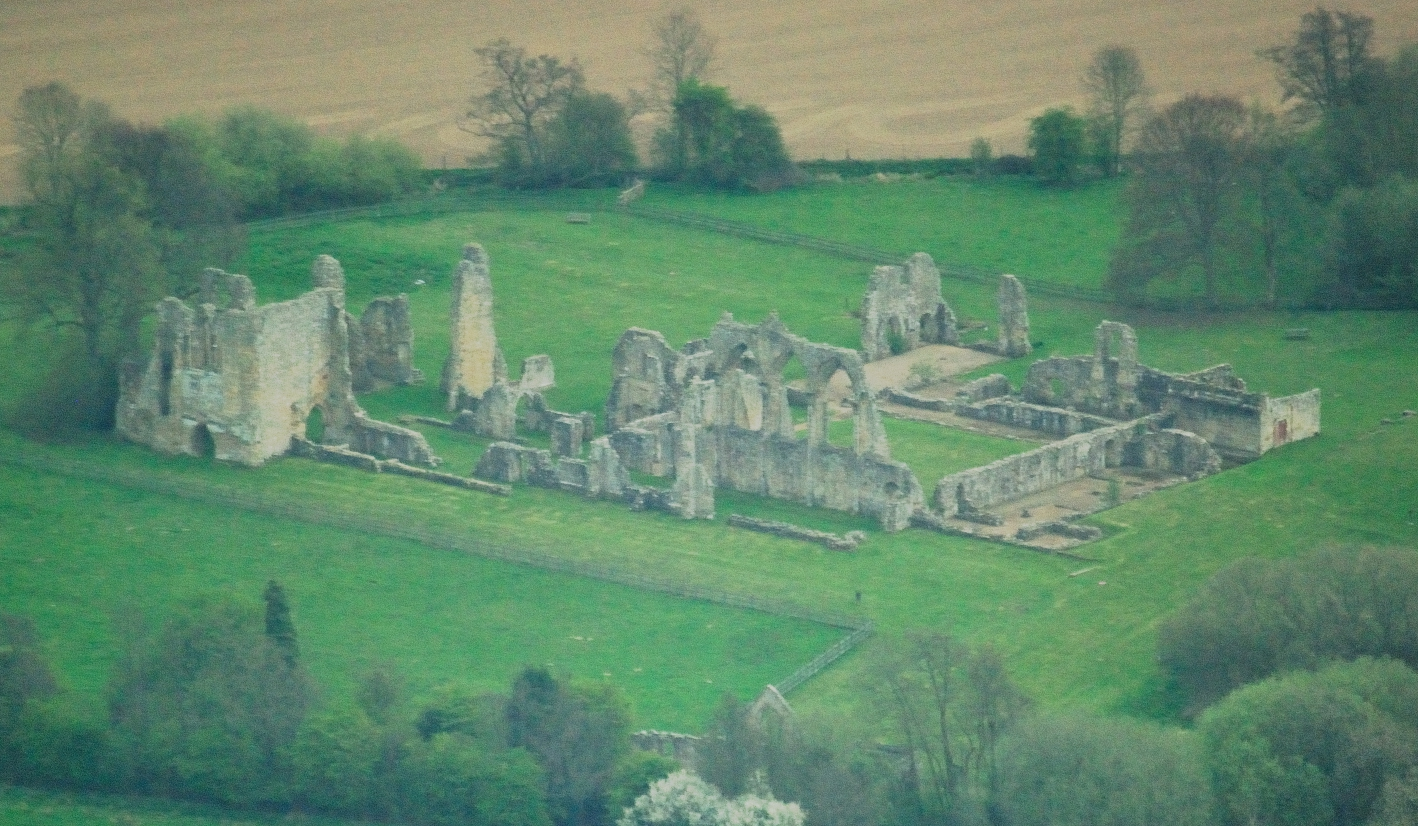
Ruinas de la abadía de Battle

La sede de la diócesis se encontraba en la ciudad de Chichester, en donde se halla la Catedral de la Santísima Trinidad, que desde la Reforma anglicana pertenece a la Iglesia de Inglaterra.

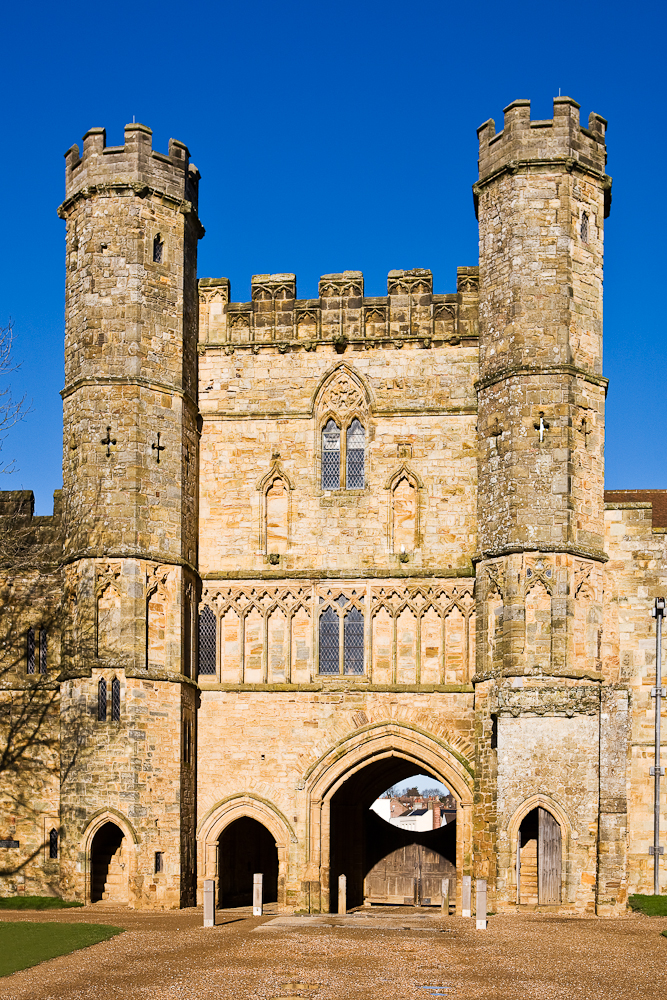
Ruinas de la abadía de Bayham

La diócesis estaba dividida en 2 arcedianatos y 9 decanatos rurales, documentados por primera vez en 1291:
- Arcedianato de Chichester, que comprendía los decanatos de Chichester, Arundel, Boxgrove, Midhurst y Storrington;
- Arcedianato de Lewes, que comprendía los decanatos de Lewes, Dallington, Hastings y Pevensey

El número y la naturaleza de las iglesias diocesanas y parroquiales no están bien documentados. La Taxatio ordenada por el papa Nicolás IV en 1291 enumeraba 267 iglesias, muchas de las cuales pertenecían a los diversos monasterios presentes en la diócesis.
Característica de la diócesis medieval de Chichester fue la presencia de enclaves dentro de su territorio no sujetos a la jurisdicción del obispo (Jurisdictional peculiars), sino sujetos a otros propietarios; entre estos los principales beneficiarios fueron los arzobispos de Canterbury, propietarios de diversas tierras, castillos y propiedades de diversa índole, y los obispos de Londres y de Exeter.
La diócesis contaba con una gran cantidad de monasterios y abadías. Entre ellos se encontraban las abadías benedictinas de Battle y Lewes; la abadía cisterciense de Robertsbridge; las abadías agustinas de Shulbrede, Hardham, Hastings, Michelham y Pynham; y las abadías premonstratenses de Bayham y Durford. Todas estas instituciones monásticas fueron suprimidas con la disolución de los monasterios en Inglaterra en 1535.

## Historia

### Diócesis de Selsey
La obra de evangelización en el Reino de Sussex fue más tardía que en el resto de los reinos anglosajones y fue iniciada alrededor de 680 por el obispo Wilfredo, quien se había refugiado en el sur de Inglaterra después de ser depuesto de su sede de York; fundó un monasterio en Selsey en donde estableció la diócesis de Selsey y la catedral de San Pedro.
En 685, Cædwalla, rey de Wessex, invadió y ocupó Sussex y lo anexó a su reino; la diócesis también fue abolida y unida a la de Dorchester. Cuando Sussex obtuvo la independencia en 709, la diócesis de Selsey también fue restablecida con el obispo Eadbeorht.
Tras la llegada de Guillermo el Conquistador, la sede episcopal se trasladó de Selsey a Chichester, según lo establecido por el Concilio de Londres en 1075, que había decidido trasladar las sedes episcopales de los pequeños centros rurales a las grandes e importantes ciudades del reino, mejor controladas por los señores normandos. 

### Diócesis de Chichester
El traslado de la sede episcopal a Chichester tuvo lugar en un momento no especificado entre 1075 y 1085, durante el episcopado del obispo Stigand, pasando a ser la diócesis de Chichester. Algunas fuentes afirman que Stigand continuó usando el título de obispo de Selsey hasta 1082, antes de adoptar el nuevo título de obispo de Chichester, lo que indica que el traslado tardó varios años en completarse y que las obras de la nueva catedral no comenzaron hasta la década de 1090. 
Con Stigand, y especialmente con el obispo Ralph de Luffa, la diócesis alcanzó su máximo esplendor. Ralph organizó la diócesis, fundó la catedral, estableció el cabildo de canónigos, visitó el territorio en varias ocasiones y benefició enormemente a los párrocos de la zona rural. Su labor de organización material y espiritual fue continuada por sus sucesores, en particular Seffrid II, quien consagró la catedral en 1199, y especialmente san Ricardo de Chichester († 1253), el titular más ilustre y conocido de Chichester. Gilberto de Saint-Leonard convocó un sínodo diocesano en 1289 con el objetivo de reformar la vida religiosa y sacerdotal de la diócesis.
Hacia finales del siglo XIV los lolardos (los poor preachers) hicieron su aparición en la diócesis, vinculados a las ideas reformistas de John Wycliffe, pero considerados, al igual que su fundador, herejes. En 1401, con el estatuto De haeretico comburendo, el rey Enrique IV de Inglaterra los condenó a la pena de ser quemados en la hoguera. Solo se conoce un caso de ser quemado en la hoguera en la diócesis de Chichester, el de Thomas Bageley en 1432. En el frenesí contra los herejes, quien pagó el precio fue el propio obispo Reginald Peacock (1450-1457). De hecho, en sus obras contra los lolardos, The Repressor of overmuch blaming of the clergy (1455) y The Book of faith (1456), acabó cayendo él mismo en posiciones heterodoxas, y por ello fue depuesto en 1457.

### Reforma anglicana
Luego de que el 23 de marzo de 1534 el papa Clemente VII excomulgara el rey Enrique VIII a causa de su divorcio de Catalina de Aragón, el 3 de noviembre de 1534 el Parlamento de Inglaterra aprobó el Acta de Supremacía de 1534
mediante la cual se declaraba que el rey era «only supreme head in earth of the Church of England, called Anglicana Ecclesia», acto formal mediante el cual la Iglesia católica de Inglaterra entraba en cisma con la Santa Sede, transformándose en una Iglesia nacional independiente. El 18 de diciembre de 1534 aprobó además la Ley de Traición que castigaba con la pena de muerte a quienes no aceptaran el Acta de Supremacía. El Parlamento de acuerdo con Enrique VIII emitió los Seis Artículos en agosto de 1539, por los que se mantuvo la liturgia católica-romana tradicional casi sin cambios en las doctrinas y prácticas de la nueva Iglesia nacional independiente de Inglaterra.
El obispo Robert Sherborne estaba tan convencido de las nuevas ideas que predicó desde el púlpito (1535) la deseabilidad y necesidad de la supremacía real sobre la Iglesia inglesa. A su muerte en 1536, fue sucedido por el obispo anglicano Richard Sampson; durante su episcopado se cerraron las principales abadías y monasterios de la diócesis y en 1538 se destruyó el cofre de plata que contenía las reliquias de san Ricardo de Chichester. En 1543 George Day fue nombrado obispo.
Tras la muerte de Enrique VIII el 28 de enero de 1547 lo sucedió su hijo Eduardo VI. Durante su reinado la Iglesia de Inglaterra llegó a ser teológicamente protestante. En Chichester continuó como obispo George Day, pero cuando se negó a destruir todos los altares de las iglesias diocesanas, como ordenó una ordenanza de 1550; esto le costó la pérdida del episcopado en octubre de 1551 y la prisión. En su lugar el rey nombró a John Scory el 23 de mayo de 1552.
Tras la muerte de Eduardo VI el 6 de julio de 1553 ascendió al trono la católica María I Tudor, quien por ley del Parlamento del 12 de noviembre de 1554 derogó el Acta de Supremacía y luego se abolió toda la legislación religiosa aprobada contra el papado a partir de 1529. Scory fue destituido por estar casado y George Day, que fue liberado y retornó al catolicismo, reanudó su lugar en la sede de Chichester hasta su fallecimiento el 2 de agosto de 1556. Le sucedió el último obispo en comunión con la sede de Roma, John Christopherson, elegido el 7 de mayo de 1557 y fallecido en diciembre de 1558. 
El 17 de noviembre de 1558 falleció la reina María y fue sucedida por Isabel I, quien con otra Acta de Supremacía del 8 de mayo de 1559 restauró la independencia de la Iglesia anglicana y rompió definitivamente con la Santa Sede. Desde entonces la diócesis de Chichester es parte de la Iglesia de Inglaterra y en 1559 fue nombrado William Barlow iniciando la lista de obispos anglicanos de la diócesis de Chichester.

## Episcopologio
- Stigand † (1075/1085-1087 falleció)
- Godfrey † (1087-25 de septiembre de 1088 falleció)
  - Sede vacante (1088-1091)
- Ralph de Luffa † (5 de enero de 1091 consagrado-14 de diciembre de 1123 falleció)
- Seffrid I † (12 de abril de 1125 consagrado-1145 depuesto)
- Hilary † (3 de agosto de 1147 consagrado-19 de julio de 1169 falleció)
  - Sede vacante (1169-1174)
- John de Greenford † (6 de octubre de 1174 consagrado-26 de abril de 1180 falleció)
- Seffrid II † (16 de noviembre de 1180 consagrado-17 de marzo de 1204 falleció)
- Simon de Wells † (11 de julio de 1204 consagrado-21 de agosto de 1207 falleció)
  - Sede vacante (1207-1214)
- Richard Poore † (25 de enero de 1215 consagrado-mayo o junio de 1217 nombrado obispo de Salisbury)
- Ranulf of Wareham † (7 de enero de 1218 consagrado-15 de abril de 1222 falleció)
- Ralph Neville † (21 de abril de 1224 consagrado-1 de febrero de 1244 falleció)
- San Richard de la Wych † (5 de marzo de 1245 consagrado-3 de abril de 1253 falleció)
- John Clipping † (21 de mayo de 1253-antes del 22 de mayo de 1262 falleció)
- Stephen Bersted † (24 de septiembre de 1262 consagrado-30 de octubre de 1287 falleció)
- Gilbert of Saint Leonard † (5 de septiembre de 1288 consagrado-12 de febrero de 1305 falleció)
- John Langton † (19 de septiembre de 1305 consagrado-17 de junio de 1337 falleció)
- Robert de Stratford † (30 de noviembre de 1337 consagrado-9 de abril de 1362 falleció)
- William Lenn † (16 de mayo de 1362-11 de octubre de 1368 nombrado obispo de Worcester)
- William Reade † (11 de octubre de 1368-18 de agosto de 1385 falleció)
- Thomas Rushhook, O.P. † (7 de noviembre de 1385-1388 nombrado obispo de Kilmore)
- Richard Mitford † (18 de diciembre de 1389-3 de noviembre de 1395 nombrado obispo de Salisbury)
- Robert Waldby, O.E.S.A. † (3 de noviembre de 1395-5 de octubre de 1396 nombrado arzobispo de York)[nota 2]
- Robert Reed † (5 de octubre de 1396-21 de junio de 1415 falleció)
- Stephen Patrington, O.Carm. † (15 de diciembre de 1415-22 de noviembre de 1417 falleció)
- Henry Ware † (2 de abril de 1418-julio de 1420 falleció)
- John Kemp † (28 de febrero de 1421-17 de noviembre de 1421 nombrado obispo de Londres)
- Thomas Polton † (17 de noviembre de 1421-27 de febrero de 1426 nombrado obispo de Worcester)
- John Rickingale † (27 de febrero de 1426-3 de julio de 1429 falleció)
- Simon Sydenham † (14 de octubre de 1429-26 de enero de 1438 falleció)
- Richard Praty † (21 de abril de 1438-agosto o de septiembre de 1445 falleció)
- Adam Moleyns † (24 de septiembre de 1445-8 de enero de 1450 falleció)
- Reginald Peacock † (23 de marzo de 1450-4 de diciembre de 1457 depuesto)
- John Arundel † (15 de enero de 1459-18 de octubre de 1477 falleció)
- Edward Story † (11 de febrero de 1478-16 de marzo de 1503 falleció)
- Richard FitzJames † (29 de noviembre de 1503-5 de junio de 1506 nombrado obispo de Londres)
- Robert Sherborne † (18 de septiembre de 1508-3 de noviembre de 1534 pasó a ser cismático anglicano al aprobarse el Acta de Supremacía)
  - Robert Sherborne † (3 de noviembre de 1534-21 de agosto de 1536 falleció) (obispo cismático anglicano)
  - Richard Sampson † (11 de junio de 1536-19 de febrero de 1543 nombrado obispo de Coventry y Lichfield) (obispo cismático anglicano)
  - George Day † (1543-octubre de 1551 destituido) (obispo cismático anglicano, retornó al catolicismo)
  - John Scory † (23 de mayo de 1552-1553 destituido) (obispo cismático anglicano)
- George Day † (24 de agosto de 1553-2 de agosto de 1556 falleció)[nota 3] (por segunda vez)
- John Christopherson † (7 de mayo de 1557-diciembre de 1558 falleció)